# 彼得·埃文斯
彼得·麦克斯韦·埃文斯（英語：Peter Maxwell Evans，1961年8月1日—）是澳大利亚退役蛙泳运动员，曾于20世纪80年代四次获奥运会奖牌，其中包括1980年莫斯科奥运会与其他三名队友组建沉着自信四人组拿下的4×100米混合泳接力金牌。他还连续获得1980年奥运会和1984年洛杉矶奥运会100米蛙泳项目铜牌。
埃文斯的父亲是西澳大利亚州知名商人兼政治家马克斯·埃文斯，他的游泳生涯起初较晚，赛场首秀是17岁时在故乡珀斯参加澳大利亚游泳锦标赛。他取得百米蛙泳项目亚军，但却未获澳大利亚国家队选中，故而远赴英国师从大卫·哈勒。在此期间，他的成绩迅速提升，世界排名从两百名开外升至前25。1980年，埃文斯返回澳大利亚并在奥运会选拔赛上夺冠，同时打破全国纪录，顺利取得男子百米和两百米蛙泳项目的奥运会入场券。他在短程赛事上更具优势，这类项目需要的训练里程更短。埃文斯拒绝配合教练增加训练量的要求，曾当着队友的面停止训练，宣称“努力不能代替才能”。:241–242苏联入侵阿富汗导致澳大利亚政府向运动员施压，要求抵制莫斯科奥运会，但埃文斯等人拒绝配合。拿下百米蛙泳铜牌后，他的游泳生涯在4×100米混合泳接力比赛中达到巅峰，在第二棒游出个人和现场最好成绩，为沉着自信四人组最终夺冠立下汗马功劳，至今仍是美国唯一一次未获该项目金牌。
奥运会结束后，埃文斯移居美国，在亚利桑那大学学习商业并参加比赛。他对美国高校采用的短道泳池很不习惯，因为更短的泳道更注重选手掉头能力，而这正是他的弱项。埃文斯返回澳大利亚参加在布里斯班举行的1982年英联邦运动会，在混合泳接力赛夺金，百米蛙泳获铜牌。1984年，他来到洛杉矶第二次参加奥运会，在百米蛙泳和混合泳接力项目均获铜牌。埃文斯在错过1986年英联邦运动会预选赛后退役，打算跟随父亲的脚步从政，但因选举失利改为经商。

## 早年经历
埃文斯出身西澳大利亚州珀斯的富裕家庭，在家里四个孩子中排行老二。他的父亲马克斯·埃文斯（Max Evans）是特许会计师，从政后当上州议会上院的自由党议员。:241马克斯还曾担任西澳大利亚州工商业联合会主席，是时任西澳大利亚州州长查尔斯·科特（Charles Court）所创会计事务所的高级合伙人:241，科特对西澳大利亚州的现代化影响举足轻重，正是他推动该州发展利润丰厚的采矿业。马克斯还是澳大利亚工商总会的荣誉会员。埃文斯一家颇具体育天赋，马克斯曾是西澳大利亚州少年组短跑冠军，曾在澳大利亚田径锦标赛接力比赛拿下一金一银三铜。彼得的母亲芭芭拉（Barbara）是物理治疗师，也是颇为优秀的游泳运动员，还曾在西澳大学获得籃網球项目半蓝带。:241
埃文斯从小学到高中都在珀斯苏格兰学院（Scotch College）就读。起初他通过观察父亲游泳自学，但因“不喜欢早起，我直到在苏格兰学院读六年级时才获得游泳指导”。:241接受培训后，埃文斯曾加入校游泳队和草地曲棍球队参与夏季赛事。他在四种泳姿的校级比赛中表现都很出色，但考虑到“百艺通不如一艺精”而选择专攻最擅长的蛙泳。:241此后，他在校级蛙泳比赛中所向披靡。埃文斯从澳大利亚自由泳奖牌得主大卫·迪克森的弟弟伊恩·迪克森（Ian Dickson）那里学会“鞭腿踢水”，后来又在凯文·达夫（Kevin Duff）指导下磨练耐力，在伯尼·穆罗伊（Bernie Mulroy）引领下训练冲刺能力。:241

## 国家级赛场首秀
1978年11月，埃文斯在求学最后一年打破西澳大利亚州百米蛙泳纪录。父亲支持他在游泳事业上更进一步的想法，埃文斯于是参加1979年在珀斯举办的澳大利亚游泳锦标赛。虽然赛前仅有四周实打实的训练时间，但他还是取得第二名的好成绩，仅次于林赛·斯潘塞（Lindsay Spencer）。然而，国家队却因埃文斯此时默默无闻而没有选中他前往英国，赛后他立誓要成为优秀的游泳选手并打入奥运会。:241埃文斯认为澳大利亚本土的蛙泳教练资源不足:241，所以在一周后前往英格兰师从大卫·哈勒（David Haller）在伦敦水晶宮國家體育中心训练，一起接受哈勒训练的还包括未来的奥运会蛙泳金牌得主邓肯·古德休:242。埃文斯在伦敦训练的三个月进步巨大，世界排名从两百名开外升至前25，返回澳大利亚后他入选国家队前往日本参加国际泳联游泳世界杯，赛后返回伦敦继续训练:241。
1980年，埃文斯回国参加澳大利亚游泳锦标赛，该赛事也是奥运会资格选拔赛。此前他基本都在英国训练，所以本土泳坛对他反倒一无所知。他在百米蛙泳项目以一分4.8秒夺冠，刷新全国纪录，两百米项目虽然不及百米擅长，但他同样取得奥运会入场券。在布里斯班参与国奥集训期间，澳大利亚队教练都要求埃文斯加大训练里程，但据队友回忆，他曾在泳池训练时擅自中止，声称“努力不能代替才能”。:241退役十余年后，埃文斯还曾在2000年重申上述口号:241–242。他对自定训练方法很有信心，拒绝配合教练:241。队友马克·托内利（Mark Tonelli）对此表示，埃文斯“清楚他的能力，而且就他关注的方面来说，就没他办不到的事儿”。

## 1980年莫斯科奥运会
取得参赛资格后，埃文斯的奥运征程遇上另一个障碍。受1979年苏联入侵阿富汗影响，以美国为首的众多西方国家集体抵制莫斯科奥运会。澳大利亚总理马尔科姆·弗雷泽是澳大利亚奥林匹克委员会的重要赞助人，他和部分公众向运动员施压，要求他们加入抵制。埃文斯的接力赛队友托内利认为，各国间的贸易关系不会受到任何影响，抵制只会损害运动员的利益。他成为澳大利亚运动员的领导人物，为参加比赛的权利抗争，并将他们的诉求向千家万户广而告之。:334埃文斯全力支持托内利，称“大家都是政治工具，只有我们才会受罪”:241。他还公开表示：“难道你真以为我们不去的话，就会有谁走上前拍拍后背，觉得我们做得对吗？”:242
抵达莫斯科后，埃文斯的首战是百米蛙泳，苏联选手最具胜算，埃文斯的前室友、一起参加训练的古德休也是种子选手:242:148。埃文斯在热身赛与他人并列第一，第二轮排在第四，与古德休、澳大利亚队友斯宾塞和两名苏联选手一起晋级决赛。决赛竞争非常激烈，古德休夺得金牌，埃文斯以0.14秒之差落后苏联选手阿森斯·米斯卡洛夫斯（Arsens Miskarovs）获铜牌，最终成绩1分3.96秒:242:148，比东道主另一名选手亚历山大·费多罗夫斯基（Aleksandr Fyodorovsky）只快0.04秒。就比赛而言，埃文斯自认不敌古德休的重要原因是经验不足，同时古德休在场还导致他心态不好:242。两百米蛙泳项目不是埃文斯的长项，他在热身赛以两分26.62秒排第四，未能排入前12名而遭淘汰，比打进决赛的最慢选手还慢约三秒:243。

### 接力赛夺冠
4×100米混合泳接力是埃文斯莫斯科之行的焦点。1960年男子4×100米混合泳接力成为奥运会比赛项目以来，美国队每次都能取胜，所以美国队抵制奥运会让其他国家代表团看到希望。澳大利亚队自项目设立以来的五次奥运会都有参与，最好成绩是在罗马首秀所获银牌，其次是1964年东京奥运会取得铜牌，1972年甚至在热身赛就遭淘汰。外界分析认为澳大利亚队有望获得奖牌，但威胁不大，最受关注的三支队伍分别是瑞典、英国和苏联。东道主的100米仰泳和蛙泳选手都是奥运会银牌得主，蝶泳运动员在百米项目中排名第五，自由泳选手后来的单项成绩排第四。英国队拥有百米蛙泳金牌得主古德休，瑞典的蝶泳和仰泳运动员均已拿下各自百米单项冠军，自由泳选手将在数天后获得百米项目银牌。:233澳大利亚队的牌面实在无法与上述三队相比，尼尔·布鲁克斯因哮喘发作仅在百米自由泳项目排第14:63，马克·克里止步百米仰泳半决赛，托内利则是临时充当蝶泳选手参赛:234:334，四人中只有埃文斯拿到奖牌:148。澳大利亚代表团在1976年奥运会上寸金未获，国民仍在翘首期盼1972年慕尼黑奥运会后的首枚金牌，给运动员带来更大压力:333。1980年奥运会的男子4×100米混合泳接力项目一共只有13个国家参加，澳大利亚队排在第七:212。
瑞典队首轮预赛即遭淘汰，澳大利亚胜率大增。埃文斯借机私下找到古德休，声称“我们（澳大利亚队）会赢”，希望借此一扫之前100米蛙泳单项不敌的阴影，从心理上压倒对方，觉得古德休肯定因他的举动震惊不已:242四人组以23岁的托内利年纪最长，他也是事实上的领队。托内利召集其他队员，要求大家承诺把成绩控制在一定时间内；克里发誓要在57秒内完成100米仰泳，蛙泳选手埃文斯承诺63秒内游完；托内利保证54秒搞掂百米蝶泳，布鲁克斯则在从未快过51秒的情况下决定要以49.8秒为全队收尾。托内利为队伍取名“沉着自信四人组”，其他大部分参赛队员以高昂的姿态走进编组区时，澳大利亚选取手依旧轻松愉快，对入水后的表现充满信心。:234:334
首先入水的克里游得比之前的单项赛快，但比个人最好成绩还是要慢两秒。他用57.87秒游完全程，澳大利亚队排名第四。:234埃文斯接棒后游出63.01秒的个人最好成绩，也是现场蛙泳选手的最好成绩，让澳大利亚队在比赛完成一半时上升到第二位，而且游到50米时几乎与东道主并驾齐驱:234，比古德休快0.8秒，比米斯卡洛夫斯快0.5秒:242。第三个入水的托内利以54.94秒游完100米，把个人最好成绩缩短近两秒之多:234。他在后50米开始逼近一个身位外的苏联运动员，完成最后的冲刺时只落后不到一米。布鲁克斯的入水强劲而及时，浮上水面时几乎与苏联对手并驾齐驱。50米转向时他取得领先并朝金牌发起最后冲击，苏联自由泳选手虽在距终点25米时一度赶上并超过布鲁克斯，但很快就被反超并拉开距离，最终澳大利亚选手以0.22秒优势夺冠。布鲁克斯以49.86秒游完全程，保住之前向队友的承诺。:63澳大利亚队以3分45.7秒获得历史上首枚混合泳接力赛金牌:234，四人跳入水中庆祝，并在泳池旁接受采访:242。埃文斯称，接力赛“真是不可思议但又合情合理。我实在太高兴了，嘴里一直都在说话，根本停不下来”:242:334:440–441。
返回澳大利亚后，埃文斯和布鲁克斯在故乡珀斯受到热烈欢迎。伯斯市长支持就阿富汗问题抵制奥运会，所以拒绝为两人举办接待会，但弗里曼特尔市长对此不以为然，为两人举办接待会。埃文斯收到总理弗雷泽发来的祝贺，:242他在2000年笑称“我们是奥林匹克运动的越南老兵”:241–242，这年他还与四人组的三名队友一起因折桂莫斯科获澳大利亚体育奖章。

## 美国大学生涯
埃文斯在奥运会开幕数周前与亚利桑那大学签约，赛后便赴该校就读并游泳。他在亚利桑那大学学习五年取得商业学士学位，觉得在美国的经历对他个人发展至关重要：“我获得良好教育，但最重要的还是更加自我了解”。:242美国人对个人自决“自由放任”的态度非常合乎埃文斯的人生观，他经常与他人眼中的铁血工头、亚利桑那州游泳教练迪克·乔姆斯（Dick Jochums）发生冲突。两人在训练制度上互不相让，乔姆斯坚持要求埃文斯加大训练里程，激起后者强烈抵抗。:242埃文斯在美国有四年是全美最佳阵容（All-America）运动员，但他对美国大学系统常见的短道泳池很不习惯。短道泳池长度仅为常规泳池一半，所以更注重选手的掉头能力，但这正是埃文斯的弱项。虽然在奥运会的常规泳池中能排到世界第三，但他在美国的大学系统却只能排到第五。:242
澳大利亚游泳协会不承认美国短道泳池的成绩，所以埃文斯只能回国参加澳大利亚游泳锦标赛，争取1982年在布里斯班举行的英联邦运动会入场券。虽在两项蛙泳赛事都未夺冠，但他还是赢得参赛资格，参加英联邦运动会100米和200米蛙泳，以及4×100米混合泳接力比赛。他在最擅长的百米赛事落后英格兰选手阿德里安·穆尔豪斯和加拿大运动员维克托·戴维斯取得铜牌；200米单项排第四，比冠军戴维斯落后近四秒:242-243。接下来他和大卫·奥贝尔（David Orbell）、乔恩·西本和布鲁克斯组队，在混合泳接力项目夺冠并刷新英联邦运动会纪录。加拿大队本来还要领先澳大利亚队很多，但因接力时抢跳被取消资格。:242:148

## 告别国际赛场
埃文斯离开布里斯班后返回美国，继续学业和高校游泳生涯。1984年奥运会前，他前往香港接受哈勒训练，后者此时正执掌香港游泳队。哈勒是埃文斯最喜欢的教练，在他的指引下，埃文斯又找回昔日的冲刺风格。虽在珀斯时一度因脚踝扭伤导致训练时间缩短，但他还是在国家锦标赛百米蛙泳项目夺项，获得1984年洛杉矶夏季奥运会的参赛资格，然后回到亚利桑那大学继续训练。澳大利亚游泳协会对埃文斯没有留在本土受训非常不满，一度威胁要把他开除。埃文斯的父亲前往交涉，声称他儿子不过是在其他地点训练，游泳协会最终让步。奥运会开幕前，埃文斯来到加利福尼亚州史丹佛大學，与其他澳大利亚代表团选手加入最后的训练营。埃文斯在洛杉矶参与的项目和四年前的莫斯科完全相同，他在百米蛙泳热身赛上取得第一，并以一分2.87秒打破奥运会纪录。:243但这项纪录很快就在第二轮热身赛上被东道主选手约翰·莫菲（John Moffet）打破。
美国选手史蒂夫·伦奎斯特（Steve Lundquist）在决赛夺冠并以一分1.65秒刷新世界纪录，埃文斯获铜牌，比银牌得主戴维斯慢0.98秒，比热身赛的成绩也要慢0.1秒。他在200米蛙泳热身赛上拿到第二，但速度还不足以打进决赛:243，比取得决赛资格的最后一名还慢1.47秒，在所有选手中排第17。4×100米混合泳接力是埃文斯最后一次奥运会比赛，他的队友分别是克里（仰泳）、格伦·布坎南（Glenn Buchanan，蝶泳）和马克·斯托克韦尔（Mark Stockwell，自由泳）。东道主在该项目优势显著，四名选手已拿下三个单项金牌。最终美国队以近四秒的优势胜出，澳大利亚队以0.02秒的微弱差距落后加拿大获铜牌，并且每位选手入水期间都保持在第三名。:243:356:148。其中埃文斯在现场所有蛙泳选手中排第二，快过戴维斯，仅次于伦奎斯特。
奥运会结束后，埃文斯返回亚利桑那州继续学业。1985年，他代表澳大利亚前往日本神户参加世界大學運動會。次年，仅参与十天训练的埃文斯希望取得1986年爱丁堡英联邦运动会的参赛资格，他的成绩符合要求，但最终未能入选。埃文斯事后表示，选拔者可能是不满他只接受十天训练。落选后，埃文斯宣布退役。:243

## 退役後
1986年初，埃文斯赢得珀斯选区的自由党预选，但在州普选中以4%的微弱劣势不敌工党对手。接下来他周游世界研究国际市场体系，然后开始从事基金管理和国际投资工作。埃文斯称，游泳“只是比赛，不用那么认真。世界上还有许多值得快乐和自豪的事情。”:243